# Grabienko
Grabienko (kaszb. Nowé Wëtrowno lub Nowé Witrowno, niem. Neu Wintershagen) – część miasta Ustka, obejmująca teren wzdłuż ulic Słupskiej i Grunwaldzkiej. Dawna podmiejska wieś.
W 1909 r. włączona w granice administracyjne Ustki.
W latach 1975–1998 miejscowość administracyjnie należała do województwa słupskiego.

## Nazwa
Nazwa została nadana urzędowo w 1948, jest tzw. chrztem nazewniczym i ma charakter pseudotopograficzny-relacyjny. Powstała poprzez dodanie do nazwy pobliskiej wsi Grabno formantu zdrabniającego -k-. Niemiecka nazwa Neu Wintershagen ma charakter topograficzny-relacyjny i powstała przez dodanie członu neu „nowy” do nazwy miejscowości Wintershagen (obecnie Grabno i Zimowiska).
Żywotność nazwy jest niska – nie funkcjonuje ona w przestrzeni miejskiej, a w 2005 roku podjęto próbę wykreślenia jej z rejestru TERYT.
Rada Języka Kaszubskiego proponuje kaszubską formę nazwy Grabienkò.